# 亞帕卡尼
亞帕卡尼是玻利維亞的城鎮，由聖克魯斯省負責管轄，位於該國中部，距離首府聖克魯斯約100公里，始建於1953年8月23日，海拔高度295米，每年平均降雨量約1,000毫米，2010年人口23,749。